# François M'Pelé
François M'Pelé (Brazzaville, 13 luglio 1947) è un ex calciatore congolese (Repubblica del Congo), di ruolo attaccante.

## Carriera
In Ligue 1, campionato in cui ha trascorso gran parte della sua carriera, ha segnato 129 gol in 349 partite. Le statistiche lo renderebbero il 34º marcatore all-time della competizione a pari merito con Gérard Soler. Nel 2006 la CAF lo ha incluso nella speciale lista dei 200 calciatori africani più forti degli ultimi cinquant'anni.